# جزیره کات با
جزیره کات با (به لاتین: Cát Bà Island) یک جزیره در ویتنام است.